# Valea Argovei, Călărași
Valea Argovei (în trecut, Obileștii Noi, I.I.C. Brătianu și I.C. Frimu) este satul de reședință al comunei cu același nume din județul Călărași, Muntenia, România.